# Lechenaultia juncea
Lechenaultia juncea är en tvåhjärtbladig växtart som beskrevs av Ernst Georg Pritzel. Lechenaultia juncea ingår i släktet Lechenaultia och familjen Goodeniaceae. Inga underarter finns listade i Catalogue of Life.